# Aetheoptera
Aetheoptera is een geslacht van vlinders van de familie pages (Papilionidae).

## Soorten
- A. alexandrae (Rothschild, 1907)
- A. victoriae (Gray, 1856)